# 2-я флотилия миноносцев кригсмарине
2-я флотилия миноносцев кригсмарине (нем. 2. Torpedoboots-Flottille) — соединение военно-морского флота нацистской Германии, одна из 9 флотилий миноносцев ВМФ Германии периода Второй мировой войны.
Создана в октябре 1939 года на Восточной Балтике. В 1940—1941 годах флотилия действовала в Северном море, а также принимала участие в операциях в районе Ла-Манша. В 1941 году несла охранную службу в Восточной Балтике, в следующем году переведена на Запад. В 1943—1944 годах использовалась как учебная флотилия и дислоцировалась в Дании. В 1944—1945 годах использовалась для конвоирования судов и охранных действий на Балтийском море и несла боевую службу вплоть до капитуляции Германии в мае 1945.

## Состав
В состав 2-й флотилии входили миноносцы T-5, T-6, T-7, T-8, T-11, T-12. В августе 1941 года в состав флотилии вошли миноносцы T-2, T-3, T-4, T-9 и T-10 (из расформированной 1-й флотилии миноносцев). T-1 вошёл в состав флотилии в октябре 1942 года.

## Командиры
| Время                      | Командующий флотилией                |
| -------------------------- | ------------------------------------ |
| октябрь 1939 — ноябрь 1939 | капитан-лейтенант Вольфганг Эрхардт; |
| ноябрь 1939 — апрель 1941  | корветтен-капитан Вальтер Риде       |
| апрель 1941 — май 1943     | корветтен-капитан Генрих Эрдман      |
| май 1943 — август 1944     | корветтен-капитан Карл Кассбаум      |
| август 1944 — май 1945     | корветтен-капитан Фридрих-Карл Пауль |